# 조지호 경찰청장 탄핵소추
조지호 경찰청장 탄핵소추는 조지호 경찰청장이 2024년 대한민국 비상계엄에 적극적으로 가담하였다는 혐의로 국회에서 탄핵을 소추한 일이다. 

## 배경
윤석열 대통령이 일으킨 2024년 대한민국 비상계엄에 관하여, 조지호 경찰청장이 권한을 남용해 국회의원의 국회 출입을 막 계엄 해제 요구권을 침해했다는 이유로 탄핵 소추안이 발의되었다. 이는 2024년 대한민국 비상계엄 당시 국회 본회의장으로 가려던 일부 국회의원들의 출입을 저지하였다는 점에서 비롯되었으며, 당시 '김봉식 서울경찰청장 지휘 아래 서울특별시경찰청 경찰기동대가 국회에 투입되었던 증거도 있다.

## 정치권의 탄핵 추진
더불어민주당과 조국혁신당 등 6개 야당은 조지호 경찰청장에 대한 탄핵소추안을 발의하였고, 재적 300명 중 과반인 151명을 넘긴 202명으로 탄핵 소추안을 발의하였다. 국민의힘은 88표의 반대표를 냈다.
| 대한민국 국회 경찰청장(조지호) 탄핵소추안 | 대한민국 국회 경찰청장(조지호) 탄핵소추안 |
| 재적 299명 중 과반인 150명 동의 필요      | 재적 299명 중 과반인 150명 동의 필요      |
| 선택                                      | 득표                                      |
| ----------------------------------------- | ----------------------------------------- |
| 가                                        | 202 / 300                                 |
| 부                                        | 88 / 300                                  |
| 기권                                      | 1 / 300                                   |
| 무효                                      | 4 / 300                                   |
|                                           |                                           |
| 미투표                                    | 4 / 300                                   |